# Junior 2014 FC
SV Junior 2014 is een Surinaamse voetbalclub uit Bernarddorp in het district Para. De thuisbasis is het Emiel Briel Stadion in Lelydorp.
Junior speelde in 2019 in de Tweede Divisie. Aan het eind van het seizoen 2018-19 verloor de club met 1-0 in het Dr. Ir. Franklin Essed Stadion van SCV Bintang Lair en greep daarmee naast de promotie naar de Eerste Divisie. De club speelt nu in de Eerste Divisie (stand 2023).